# Microrégion de São José dos Campos
La microrégion de São José dos Campos est l'une des six microrégions qui subdivisent la vallée du Paraíba Paulista dans l'État de São Paulo au Brésil.
Elle comporte 8 municipalités qui regroupaient 1 395 905 habitants en 2009 pour une superficie totale de 4 046 km².

## Municipalités[1]
- Caçapava
- Igaratá
- Jacareí
- Pindamonhangaba
- Santa Branca
- São José dos Campos
- Taubaté
- Tremembé